# エルウィン・サーベドラ
エルウィン・マリオ・サーベドラ・フローレス（Erwin Mario Saavedra Flores  ,  1996年2月22日 - ）は、ボリビア・オルロ県オルロ出身のプロサッカー選手。マメロディ・サンダウンズFCに所属している。ポジションはMF。

## 来歴
2013年にクラブ・ボリバルでプロデビュー。2014-15シーズンに頭角を現わし、リーグ戦38試合に出場。2016-17シーズン終了後にゴイアスECにローン移籍し、4試合に出場。ローン期間終了後にボリバルに復帰した。

## ボリビア代表
2015年の南米ユース選手権にU-20のボリビア代表として出場。その後コパ・アメリカ・センテナリオ、コパ・アメリカ2019などの主要大会にも出場。2019年3月には、日本代表との対戦で来日している。